# Vokesimurex blakeanus
Vokesimurex blakeanus is een slakkensoort uit de familie van de Muricidae. De wetenschappelijke naam van de soort is voor het eerst geldig gepubliceerd in 1967 door Vokes.